# Daniel Dillon
Daniel James Dillon (Melbourne, 19 marzo 1986) è un ex cestista australiano con cittadinanza trinidadiana.